# Game Link Cable

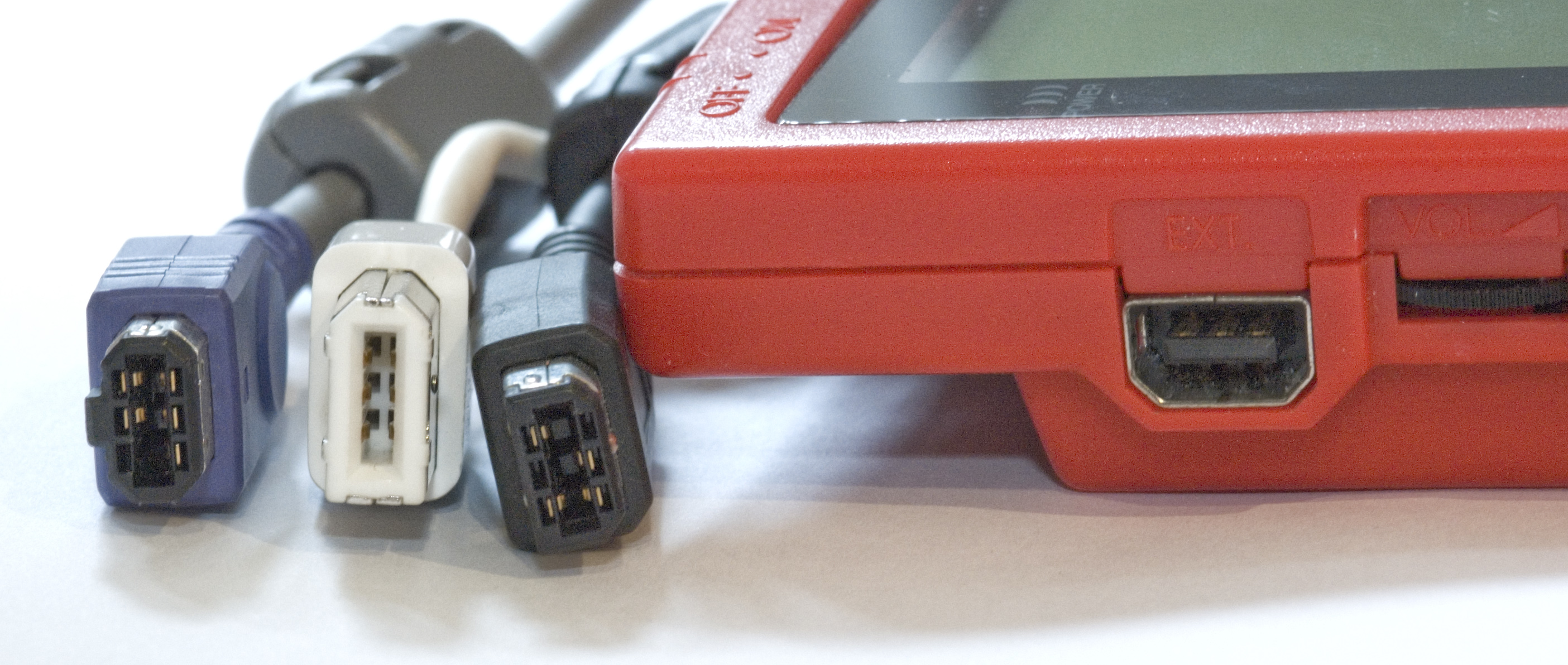
D'esquerra a dreta, un connector Game Boy Advance Game Link Cable, un connector de cable FireWire 400, un connector de cable Universal Game Link, i una presa de Cable Link de Game Boy Pocket.

El Game Link Cable de Nintendo, abreviat popularment com a Cable Link, és un accessori complementari per a la línia de consoles portàtils Game Boy, el qual fa possible la connexió entre tot tipus de Game Boy permetent així una jugabilitat en mode multijugador de manera local.
Depenent del joc, un Cable Link pot ser usat per connectar dos jocs del mateix títol, com el Tetris, o dos jocs compatibles com Pokémon Red i Pokémon Blue. Els jocs poden connectar-se per competicions cara a cara, joc cooperatiu, intercanvi d’objectes, desbloquejar característiques ocultes, etc.
El disseny del connector del Cable Link va influir en el plantejament de la connexió IEEE 1394/FireWire.

## Primera generació

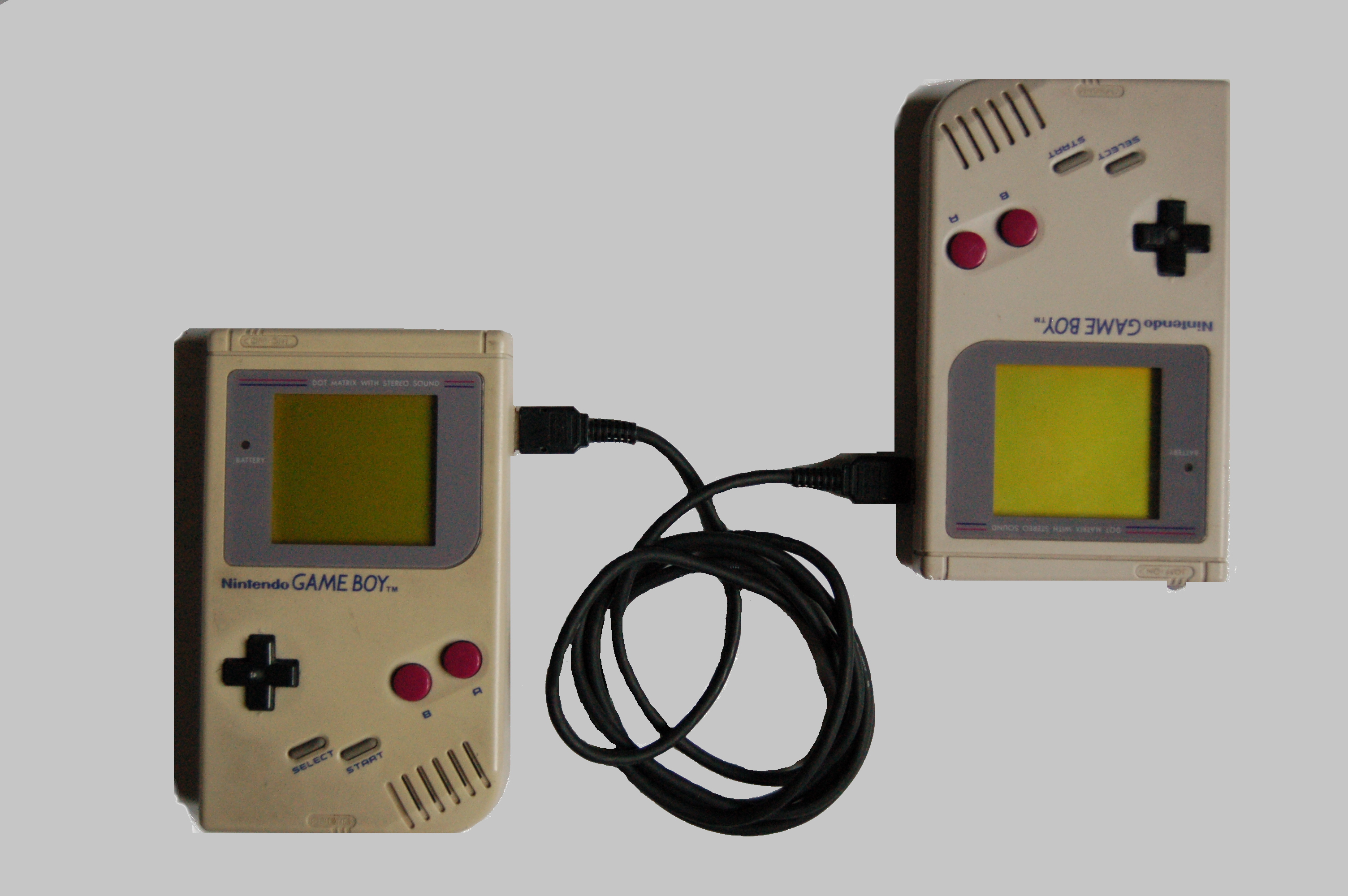
2 sistemes Game Boy connectats amb un DMG-04

La primera generació del cable Game Link (model DMG-04), originalment anomenat Game Boy Video Link, té “grans” connectors a ambdós extrems i només pot ser utilitzat per connectar dues Game Boy originals, consola de Nintendo llançada l’any 1989. El cable va arribar a Catalunya i a la resta d'Europa juntament amb la primera consola Game Boy l'any 1991.
Uns pocs jocs selectes de Game Boy, com F-1 Race, van suportar modes multijugador de fins a quatre jugadors, requerint però Cables Link addicionals i l’adaptador Game Boy Four Player Adapter (model DMG-07).
Després del llançament de la Game Boy Pocket, Nintendo va començar a utilitzar un connector Game Link més petit (Veure “Segona generació” a continuació) i va llançar al mercat un adaptador anomenat Game Link Cable Adaptor (model MGB-004) el qual podía ser usat conjuntament amb el Cable Link original (model DMG-04) per fer possible la connexió entre una consola Game Boy original i una consola Game Boy Pocket/Color.

## Segona generació

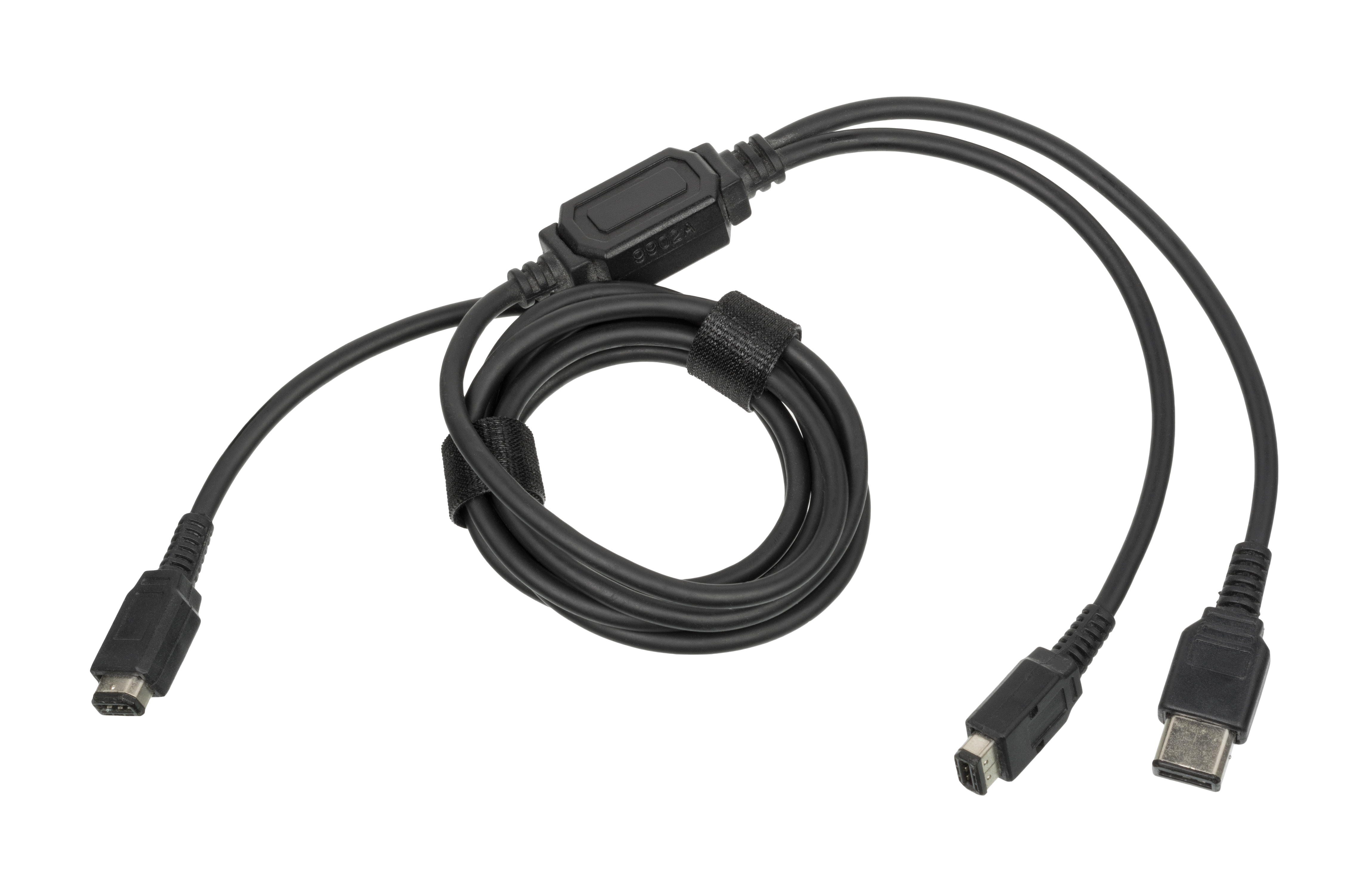
Un cable de segona generació que també té connectors dobles per sistemes Game Boy més antics.

La segona generació va començar amb el llançament de la Game Boy Pocket l’any 1996 al Japó i el 1997 en el cas de Catalunya, la qual feia ús d’un connector Game Link més petit que el de la consola Game Boy original. Tot i que l’assignació dels pins i la forma bàsica del port continuaven sent les mateixes, la mida força més petita que posseïa va necessitar del llançament d’un nou Game Link Cable.
La segona generació de cables Game Link vingué en moltes varietats, tot i que cadascun té el mateix propòsit. El primer fou l’anomenat Game Boy Pocket Game Link Cable (model MGB-008), i va ser dissenyat per utilitzar-se en la Game Boy Pocket. MGB-008 compta amb connectors de segona generació més petits a ambdós extrems, permetent la connexió entre dues Game Boy Pocket.
El següent model de cable d’aquesta generació és l’Universal Game Link Cable (model MGB-010). Aquest inclou el connector de segona generació més petit en un extrem, i per l’altre extrem el cable es divideix en un connector de segona generació i un altre de primera generació (tot i que només un dels dos extrems pot estar en ús al mateix temps). Aquest cable va ser inclòs juntament amb la Game Boy Printer als EUA i Europa però no hi ha cap indici d’haver estat disponible per comprar de forma separada.
Després de la Game Boy Pocket es va llançar la Game Boy Light (una Game Boy Pocket amb retroil·luminació només disponible al Japó), i la Game Boy Color, totes compartint el mateix disseny de port del cable Game Link, i on els jocs tant de la Game Boy original com de la Game Boy Color poden usar un cable de segona generació. És per aquest motiu que la Game Boy Color és compatible amb el MGB-008 i l’MGB-010. Tot i això, la Game Boy Color va rebre el seu propi model de cable Game Link, el Game Boy Color Game Link Cable (model CGB-003), malgrat ser funcionalment idèntic al model MGB-008.
Nintendo també va llançar un petit adaptador anomenat Universal Game Link Adapter (model DMG-14) el qual comptava amb una petita presa de segona generació i un endoll de primera generació. L’adaptador pot ser usat conjuntament tant amb el MGB-008 com el CGB-003 i compta amb un petit arnés de plàstic que permet enganxar-lo a qualsevol cable. Als EUA i Europa, Nintendo va llançar el CGB-003 i el DMG-14 com a un sol paquet anomenat Universal Game Link Cable Set. Com el conjunt inclou tant el cable CGB-003 el qual compta amb els connectors de segona generació als dos extrems, a més d’un adaptador DMG-14 extraïble de primera generació, permet la connexió entre dues Game Boy Pocket/Color, o una original i una Game Boy Pocket/Color.
La Super Game Boy 2 també comparteix el mateix port de Cable Link de mida més petita i, per tant, funciona amb els mateixos cables i adaptadors.

## Tercera generació

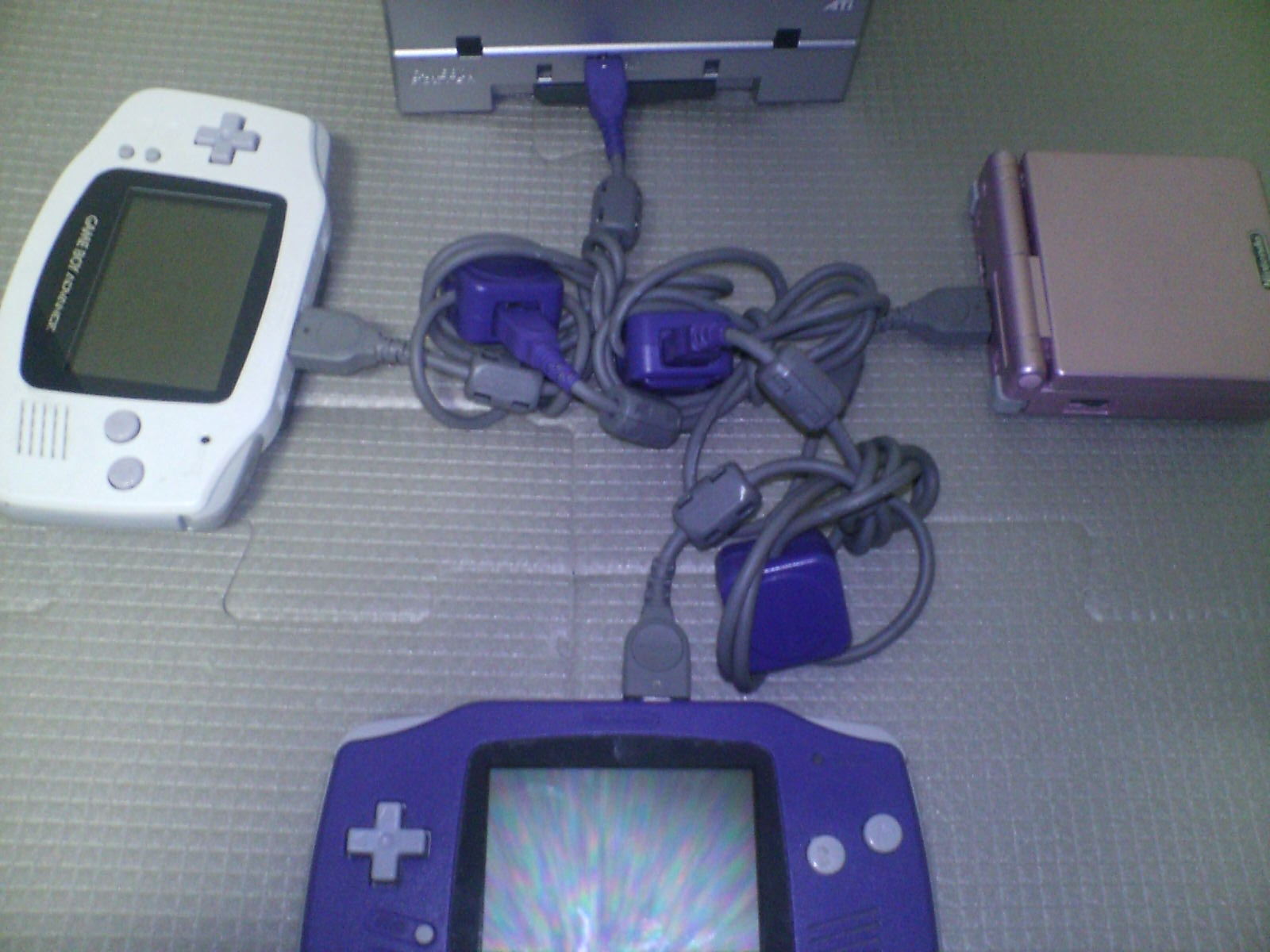
Connexió de 4 jugadors amb 2 GBAs, 1 GBA SP i 1 GameCube

La tercera generació començà amb el llançament de la Game Boy Advance juntament amb el seu propi Cable Link anomenat Game Boy Advance Game Link Cable (model AGB-005) de la mateixa manera que amb els seus antecessors i va arribar a Catalunya l'any 2001. Aquest compta amb un altre nou tipus de port de Cable Link el qual que s'utilitza amb la Game Boy Advance, Game Boy Advance SP i Game Boy Player.
S'inclou un petit "hub" al mig del cable, que permet que un segon cable Game Link es ramifiqui del primer, i al seu torn, un tercer Cable Link es pot ramificar del segon. Això permet establir connexió entre quatre consoles, significant això l'opció de poder jugar jocs amb fins quatre jugadors a la vegada. L’ordre en què els cables estan connectats entre si determina quin jugador és quin; el primer jugador sempre es connecta a través de l'extrem morat d’un cable link, i tots els altres a través dels extrem grisos, a causa del disseny dels endolls i receptacles.
El disseny del port de la tercera generació és gairebé idèntic als ports del Cable Link de la segona generació, a excepció d’una protuberància addicional que afegeix a l'endoll mascle i una osca a l'endoll femella per evitar que un cable Game Boy Advance Game Link s'insereixi accidentalment a models anteriors de Game Boy. La forma gairebé idèntica del port permet que Game Boy Advance, Game Boy Advance SP i Game Boy Player acceptin tots els cables Game Link de segona generació, però només per fer possible la retrocompatibilitat amb els jocs de Game Boy i Game Boy Color. El Cable Link de segona generació no es pot utilitzar per enllaçar jocs de Game Boy Advance, però mitjançant una tècnica no documentada és possible encara utilitzar el Cable Link de tercera generació per enllaçar jocs de Game Boy i Game Boy Color mitjançant dos cables, encadenant-los en bucle, i fent ús dels extrems grisos per connectar-se a cadascun dels sistemes.
El Nintendo e-Reader també utilitza el port de Cable Link de tercera generació, però com que és incompatible amb els jocs de Game Boy i Game Boy Color, no presenta retrocompatibilitat amb el cable Game Link de segona generació.
També és compatible amb la Game Boy Advance, Game Boy Advance SP, i Game Boy Player el Game Boy Advance Wireless Adapter (model AGB-015). L’adaptador permet enllaçar fins a cinc jugadors per a jocs multijugador, tot i que té capacitat per enllaçar fins a trenta-nou còpies dels jocs Pokémon FireRed i Pokémon LeafGreen en una sala virtual anomenada “Sala Unió” (Union Room en anglès). A diferència del model AGB-005, l’adaptador sense fil no és compatible amb tots els jocs multijugador de Game Boy Advance. Només alguns jocs compten amb suport específic per l’AGB-015.

## Quarta generació
La quarta i darrera generació del cable Game Link, anomenat Game Boy Micro Game Link Cable (model OXY-008), va ser dissenyat específicament per utilitzar-lo amb la Game Boy Micro, llançada mundialment el mateix any 2005. La Game Boy Micro inclou un port de cable link encara més petit que el de Game Boy Advance, de manera que també requereix el seu propi Game Link Cable. Aquest Cable Link inclou un connector de quarta generació a cada extrem que permet enllaçar dues Game Boy Micro. Alternativament, el Game Boy Micro Game Link Cable pot ser usat juntament amb el Game Boy Micro Converter Connector (model OXY-009) per enllaçar una Game Boy Micro i una Game Boy Advance o Game Boy Advance SP. De la mateixa manera que el Game Boy Advance Game Link Cable, el Game Boy Micro Game Link Cable inclou un port de Cable Link al mig, que s'utilitza per rebre cables addicionals per connectar fins a quatre jugadors alhora.
També té compatibilitat amb la Game Boy Micro el Game Boy Micro Wireless Adapter (model OXY-004). L’OXY-004 és compatible amb tots els mateixos jocs que l’AGB-015 de manera sense fils per enllaçar una o més Game Boys Micro i un o més sistemes Game Boy Advance o Game Boy Advance SP.

## Altres Cables Link
Es va planificar un Game Link Cable per la Virtual Boy (model VUE-001), encara que mai va sortir al mercat.
El Nintendo GameCube-Game Boy Advance Link Cable (model DOL-011) és un cable link que enllaça les consoles GameCube, Game Boy Advance, Game Boy Advance SP, l'e-Reader, o fins i tot una segona GameCube mitjançant el Game Boy Player. La Game Boy Micro en canvi, és incompatible degut a que el seu connector és diferent. La consola Wii original, però, és compatible amb el cable a causa de la retrocompatibilitat que té amb els jocs i comandaments de GameCube.

## Informació addicional

### Origen i ús
Inicialment el cable estava pensat simplement per connectar jugadors i fer-los batallar en competicions presencials. El 1996 el llançament de les primeres entregues al Japó de la saga Pokémon, les edicions Pokémon Red i Pokémon Green, va revolucionar les funcions que aquest cable permetia fins aleshores, aprofitant el concepte del joc RPG. De fet Satoshi Tajiri creador de la saga Pokémon, va desenvolupar els jocs introduint el cable com a part fonamental del sistema en el seu concepte original dels jocs.

### Revolució i impacte general
El Cable Link permetria als jugadors per primera vegada, la funció d’intercanviar entre si un element, que en el cas d’aquests jocs seria el de transferir unes criatures virtuals que s'anomenen Pokémon, així com objectes equipables, a un altre cartutx de joc. Aquesta funció de fet, seria necessària per acabar completant l’objectiu final d’ambdues edicions, ja que consisteix en obtenir totes les 151 espècies existents de Pokémon que figuren al registre del joc, i les dues versions tant Pokémon Red com Pokémon Green (Pokémon Blue fora del Japó) compten amb espècies úniques que no es poden obtenir de cap altra manera. A més a més, es van implementar efectes colaterals de l'intercanvi per algunes espècies de Pokémon els quals evolucionen només després de ser intercanviats per convertir-se en versions més desenvolupades d’ells mateixos i, per tant, també és necessari transferir-los per a completar el joc. Tots aquests elements van fer imprescindible utilitzar el Cable Link i el van convertir en un element molt més popular i rellevant per a molta més gent.

### Extinció i llegat
Aquesta funcionalitat es va mantenir al llarg de les següents generacions de jocs de Pokémon fins que va ser substituït primer pel Game Boy Advance Wireless Adapter l’any 2004 amb la sortida de les edicions Pokémon FireRed i Pokémon LeafGreen (tot i que el cable podia continuar usant-se de manera totalment funcional) i més tard amb el llançament de la nova línea de consoles portàtils de Nintendo, amb Nintendo DS l’any 2005 la qual ja incorporava funcionalitat sense fil i Wi-Fi amb connexió a internet i, per tant, els jocs d'aquesta consola, Pokémon Pearl i Pokémon Diamond, ja no utilitzarien el cable per complir amb les funcions que oferia.
El Cable Link forma part essencial dins la cultura del videojoc i concretament té gran importància en Pokémon, ja que aquesta mecànica va resultar en una gran innovació dins de la indústria, sent el precursor del concepte d'intercanvi de criatures virtuals. També va generar un gran impacte social perquè encoratjava a fer reunions presencials i a interaccionar més enllà de la consola i la individualitat que persistia en el món gamer, oferint la possibilitat de relacionar-se a través del videojoc en qualsevol moment i localització fins i tot en espais exteriors degut a la naturalesa intrínseca de les consoles portàtils.